# Loic Feudjou
Maxime Loic Feudjou Nguegang (* 14. dubna 1992) je kamerunský fotbalový brankář, který hraje za Union Douala.

## Klubová kariéra
Feudjou se narodil v Douale. V roce 2010 debutoval za Botafogo Douala a v prosinci 2011 přestoupil k místnímu gigantovi Coton Sport FC. Feudjou byl původně podepsán jako brankářská trojka za Kassaly Daoudou a Jeanem Efalou; nicméně během prvních zápasů sezóny se propracoval do pozice brankářské jedničky. V září byl spojován s anglickým týmem Premier League Readingem, ale nic z toho nebylo.
V roce 2013 hrál Feudjou klíčovou roli pro Coton Sport, pomohl klubu dostat se do semifinále Ligy mistrů CAF a také byl součástí týmu, který byl korunován šampiony Elite One a Kamerunského poháru.
Dne 26. prosince 2019 se Feudjou vrátil do Kamerunu a připojil se k Union Douala.

## Reprezentační kariéra
Dne 23. února 2012 byl Feudjou povolán do národního týmu Kamerunu pro kvalifikační zápas Afrického poháru národů 2013 proti Guineji-Bissau. Debutoval 29. května 2014, kdy nahradil Charlese Itandjeho při porážce 1:2 s Paraguayí.
Dne 7. června si Feudjou připsal svůj první start od začátku zápasu, když odehrál celý první poločas při výhře 1:0 proti Moldavsku.